# Ponte City Apartments
Ponte City, pierwotnie nazywane The Strydom Tower – wieżowiec stojący w Hillbrow w Johannesburgu. Został zaprojektowany przez Rodneya Grosskopffa, Manfreda Hermera i Manniego Feldmana i ukończony w 1975 roku

## Historia

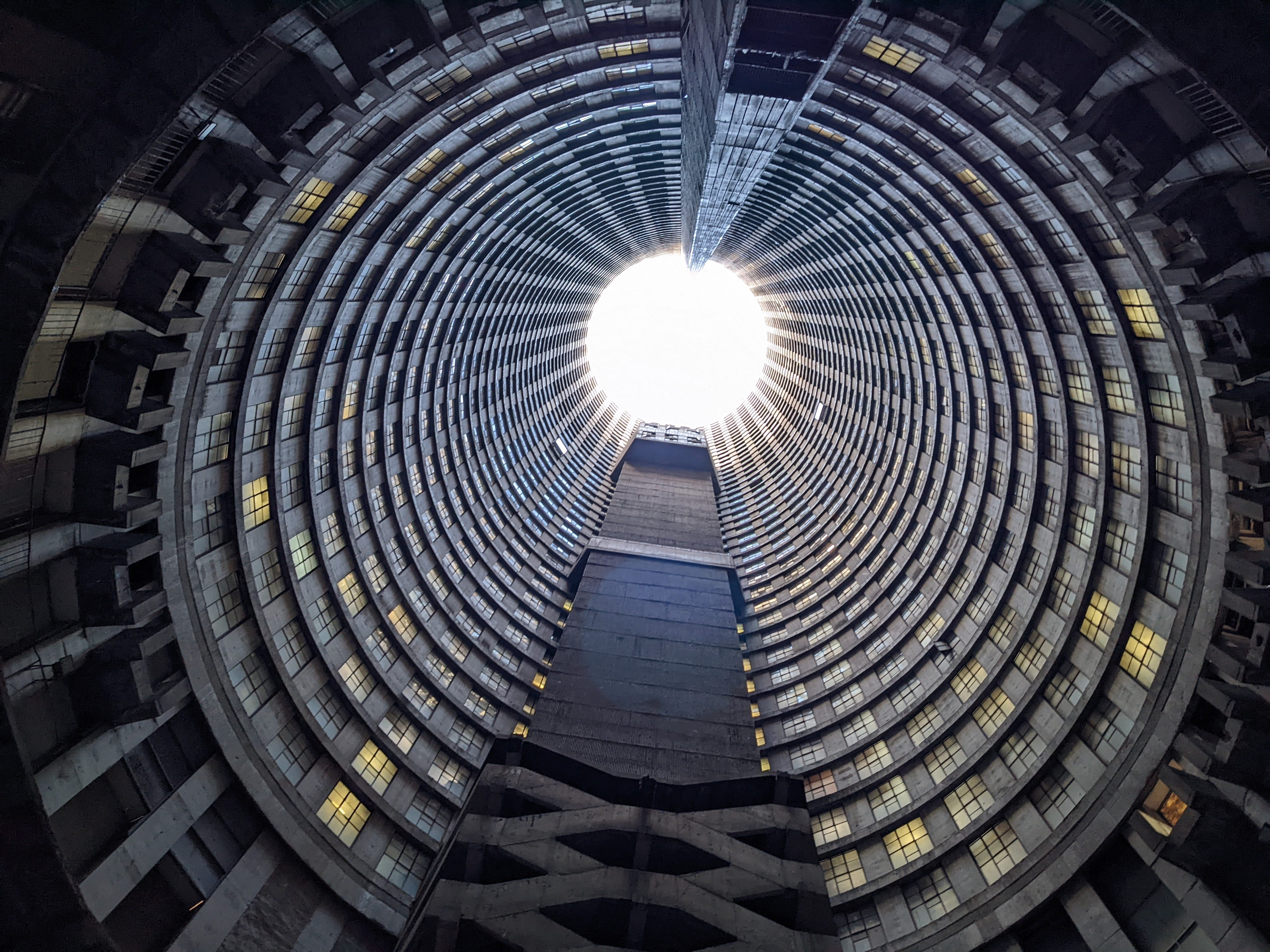
Wewnętrzny dziedziniec

Obiekt został zbudowany w 1975 roku i ma wysokość 173 metrów, co czyni go najwyższym wieżowcem mieszkalnym w Afryce. 54-piętrowy budynek ma cylindryczny kształt, a otwarty środek budynku umożliwia wpuszczenie dodatkowego światła do mieszkań. Środek budynku określany jest jako "rdzeń" wznosi się ponad nierówną, kamienistą podstawą. Ponte City był w przeszłości bardzo atrakcyjnym adresem, ponieważ widać stamtąd panoramę całego Johannesburga i okolic.
W latach 90., po zniesieniu apartheidu, wiele gangów przeniosło się do budynku, przez co mieszkanie tam stało się bardzo niebezpieczne. Ponte City stało się symbolem przestępczości i rozkładu w dzielnicy Hillbrow. Rdzeń został wypełniony odpadkami na wysokość pięciu pięter, jako że mieszkańcy pozwolili na zaniedbanie tego miejsca. W połowie lat 90. proponowano przekształcenie budynku w pilnie strzeżone więzienie. W 1999 roku budynek przeszedł pod nowy zarząd, co miało poprawić bezpieczeństwo i zapewnić standardowe naprawy. Znak zamieszczony na szczycie budynku jest aktualnie najwyżej położonym i największym tego typu znakiem na południowej półkuli. Obecnie reklamuje południowoafrykańską sieć komórkową Vodacom. 
W maju 2007 Ponte City zmieniło właściciela i wdrożono projekt nazwany New Ponte. New Ponte będzie zawierać 467 mieszkań, punkty sprzedaży detalicznej i wypoczynku. W ciągu najbliższych kilku lat, Johannesburg Development Agency zainwestuje około 900 mln w lokalizację wokół Ponte City, w tym Ellis Park Precinct, a także odnowę dzielnic Hillbrow i Berei. Ponadto, Johannesburg określił śródmieście jako obszar, na którym skoncentruje inwestycje w ciągu następnych 5 lat, częściowo w ramach przygotowań do World Cup 2010. 

## Budynek w filmie
Jedna z końcowych scen filmu Dystrykt 9 była kręcona w Ponte City Apartments, a także jedna ze scen filmu Chappie oraz Resident Evil: Ostatni rozdział.